# Кубок Румунії з футболу 2002—2003
Кубок Румунії з футболу 2002—2003 — 65-й розіграш кубкового футбольного турніру в Румунії. Титул вдесяте здобув Динамо (Бухарест).

## 1/16 фіналу
| Команда 1                            | Рахунок      | Команда 2                   |
| ------------------------------------ | ------------ | --------------------------- |
| 6 листопада 2002                     |              |                             |
| Індустрія Сирмей (Кимпія-Турзій) (2) | 3:0          | Оцелул                      |
| ЧФР (Клуж-Напока) (2)                | 1:0          | Спортул Студенцеск          |
| Орадя (2)                            | 1:1 пен. 7:6 | Глорія (Бистриця)           |
| Прогресул (Каракал) (3)              | 0:3          | Націонал (Бухарест)         |
| Петролул (Плоєшті) (2)               | 0:1 дч       | Стяуа                       |
| Мідія (Неводарі) (2)                 | 3:2          | Університатя (Крайова)      |
| Уніря (Фокшани) (2)                  | 1:0          | Політехніка АЕК (Тімішоара) |
| Політехніка (Ясси) (2)               | 2:1 дч       | Чахлеул                     |
| Ламінорул (Роман) (3)                | 0:3          | Астра (Плоєшті)             |
| Мінерул (Мотру) (3)                  | 2:2 пен. 3:4 | Бакеу                       |
| Предял (3)                           | 1:6          | Фарул (Констанца)           |
| Бая-Маре (2)                         | 0:1 дч       | Брашов                      |
| Решица (2)                           | 1:3          | Арджеш                      |
| УМ Тімішоара (2)                     | 0:1          | Динамо (Бухарест)           |
| Інтер Газ (Бухарест) (2)             | 0:1 дч       | УТА (Арад)                  |
| Електромагнетика (Бухарест) (2)      | 1:5          | Рапід (Бухарест)            |

## 1/8 фіналу
| Команда 1                            | Рахунок      | Команда 2            |
| ------------------------------------ | ------------ | -------------------- |
| 27 листопада 2002                    |              |                      |
| Арджеш                               | 1:1 пен. 3:1 | Рапід (Бухарест)     |
| ЧФР (Клуж-Напока) (2)                | 2:1          | Брашов               |
| Фарул (Констанца)                    | 2:1          | Орадя (2)            |
| Націонал (Бухарест)                  | 3:0          | Мідія (Неводарі) (2) |
| Уніря (Фокшани) (2)                  | 0:1          | Астра (Плоєшті)      |
| Індустрія Сирмей (Кимпія-Турзій) (2) | 1:3          | Бакеу                |
| Стяуа                                | 0:3          | Динамо (Бухарест)    |
| Політехніка (Ясси) (2)               | 1:0          | УТА (Арад)           |

## 1/4 фіналу
| Команда 1                | Заг. | Команда 2             | 1-й матч | 2-й матч |
| ------------------------ | ---- | --------------------- | -------- | -------- |
| 12 березня/2 квітня 2003 |      |                       |          |          |
| Політехніка (Ясси) (2)   | 1:3  | Астра (Плоєшті)       | 1:2      | 0:1      |
| Націонал (Бухарест)      | 5:0  | ЧФР (Клуж-Напока) (2) | 4:0      | 1:0      |
| Фарул (Констанца)        | 2:3  | Динамо (Бухарест)     | 0:1      | 2:2      |
| Арджеш                   | 5:1  | Бакеу                 | 5:1      | 0:0      |

## 1/2 фіналу
| Команда 1                | Заг. | Команда 2         | 1-й матч | 2-й матч |
| ------------------------ | ---- | ----------------- | -------- | -------- |
| 23 квітня/14 травня 2003 |      |                   |          |          |
| Націонал (Бухарест)      | 5:2  | Арджеш            | 4:0      | 1:2      |
| Астра (Плоєшті)          | 3:4  | Динамо (Бухарест) | 2:1      | 1:3 дч   |

## Фінал
| 31 травня 2003 |

| Динамо (Бухарест) | 1:0      | Націонал (Бухарест) |
| ----------------- | -------- | ------------------- |
| Тамеш 30'         | Протокол |                     |

| Національний стадіон, Бухарест Глядачів: 25 000 Арбітр: Ален Сарс |